# Maurice Leblanc (ingénieur)
Pour les articles homonymes, voir Leblanc et Maurice Leblanc (homonymie).
Charles Léonard Armand Maurice Leblanc, né le 2 mars 1857 à Paris où il est mort le 27 octobre 1923, est un ingénieur et industriel français, concepteur de plusieurs appareils en électricité et en hydraulique.

## Biographie
Maurice Leblanc entre à l’École polytechnique en 1876, démissionnant deux ans plus tard pour faire ses débuts  à la Compagnie des chemins de fer de l'Est. Il y conduit des expériences sur le frein continu Achard. Il travaille ensuite dans l’industrie privée, puis se consacre à ses propres inventions. Il existe en particulier une Société anonyme pour l’exploitation des procédés Maurice-Leblanc-Vickers.
En 1913, il préside la Commission électrotechnique internationale.
Maurice Leblanc est élu membre de l'Académie des sciences en novembre 1918, dans la section nouvellement créée des applications des sciences à l’industrie. 
Maurice Leblanc n'était pas d'une nature austère. Il aimait les bons mots et les canulars à la manière des « copains » de Jules Romains. Ainsi, lors de la présentation de sa thèse de doctorat, il aurait conclu devant le jury ébahi : « un bon coup de blanc vaut mieux qu'un mauvais champ tournant. » Il serait ainsi à l'origine de cette formule restée célèbre dans les rangs des électrotechniciens[réf. souhaitée].

## Œuvre
Outre une théorie complète du moteur asynchrone, on lui doit les avanceurs de phase, les circuits amortisseurs pour obtenir le synchronisme des alternateurs, une machine d'induction pour remplacer les alternateurs, une excitation d'un alternateur, ainsi qu'un transformateur de fréquence et de tension (1891).
Le théorème de Leblanc énonce qu'une bobine alimentée par une tension alternative et créant de ce fait un champ magnétique pulsant le long de son axe crée en fait deux champs magnétiques, de même module, tournant en sens inverses. Ce théorème constitue la base théorique du fonctionnement des moteurs asynchrones monophasés.
En hydraulique, il étudie plus particulièrement les pompes et les turbines, et met au point une pompe à air destinée à produire le vide théorique dans un condenseur. Il construit une machine frigorifique à vapeur d'eau et éjecteur qui est adoptée par les marines française et russe pour le refroidissement des soutes à munitions dans les grands cuirassés. Enfin, il étudie l'emploi de l'air comme agent frigorifique.